# Фурк на Гарони
Фурк на Гарони (фр. Fourques-sur-Garonne) насеље је и општина у југозападној Француској у региону Аквитанија, у департману Лот и Гарона која припада префектури Марманд.
По подацима из 2011. године у општини је живело 1257 становника, а густина насељености је износила 90,04 становника/km². Општина се простире на површини од 13,96 km². Налази се на средњој надморској висини од 28 метара (максималној 77 m, а минималној 18 m).

## Демографија
| 1962. | 1968. | 1975. | 1982. | 1990. | 1999. | 2011. |
| ----- | ----- | ----- | ----- | ----- | ----- | ----- |
| 819   | 868   | 1.029 | 1.111 | 1.150 | 1.179 | 1.257 |

График промене броја становника у току последњих година